# Acqueville
|  | Per a altres significats, vegeu «Acqueville (Calvados)». |

Acqueville és un municipi delegat francès al departament de la Manche (regió de Normandia). L'1 de gener de 2017 va fusionar amb el municipi nou de La Hague.